# Quadra dissimilis
Quadra dissimilis är en tvåvingeart som först beskrevs av Malloch 1930.  Quadra dissimilis ingår i släktet Quadra och familjen parasitflugor. Inga underarter finns listade i Catalogue of Life.